# Vogelweideplatz

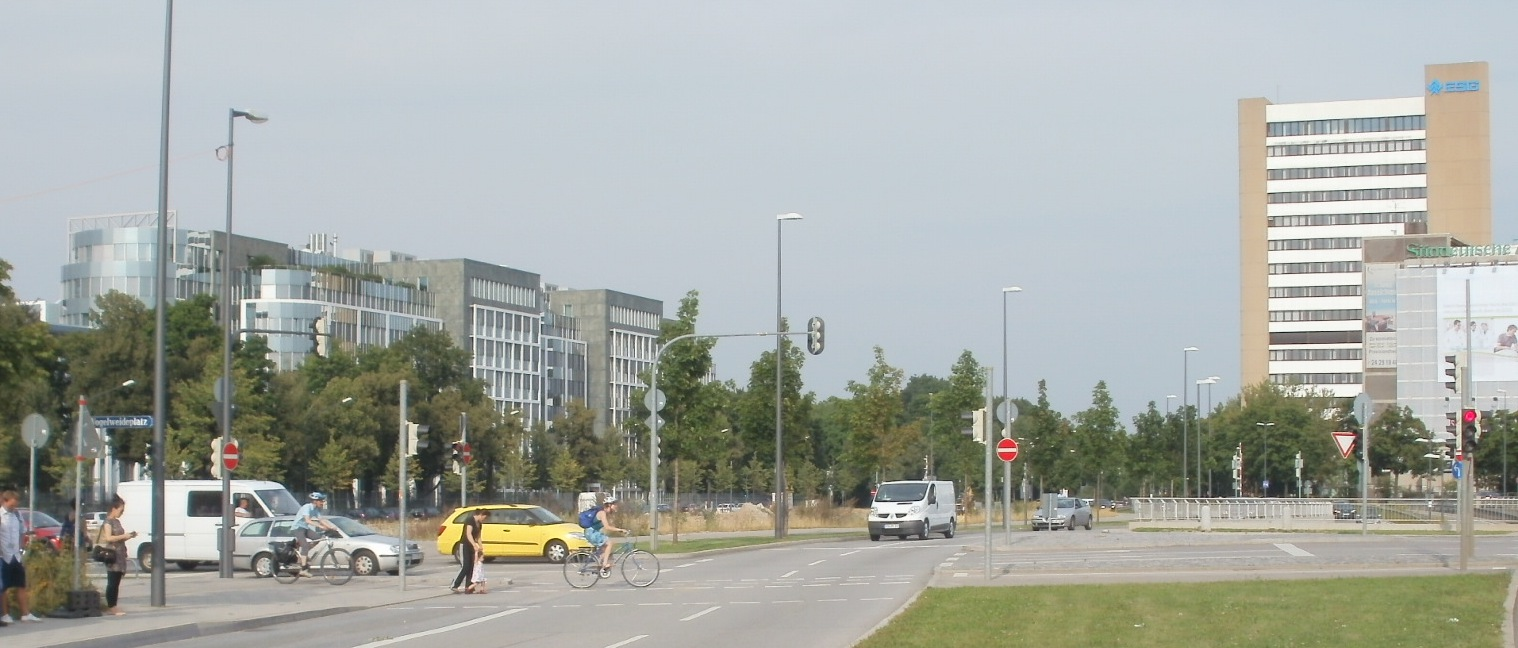
Vogelweideplatz von Westen im Sommer 2012. Links Giesecke+Devrient, rechts inzwischen abgerissene Bürohäuser

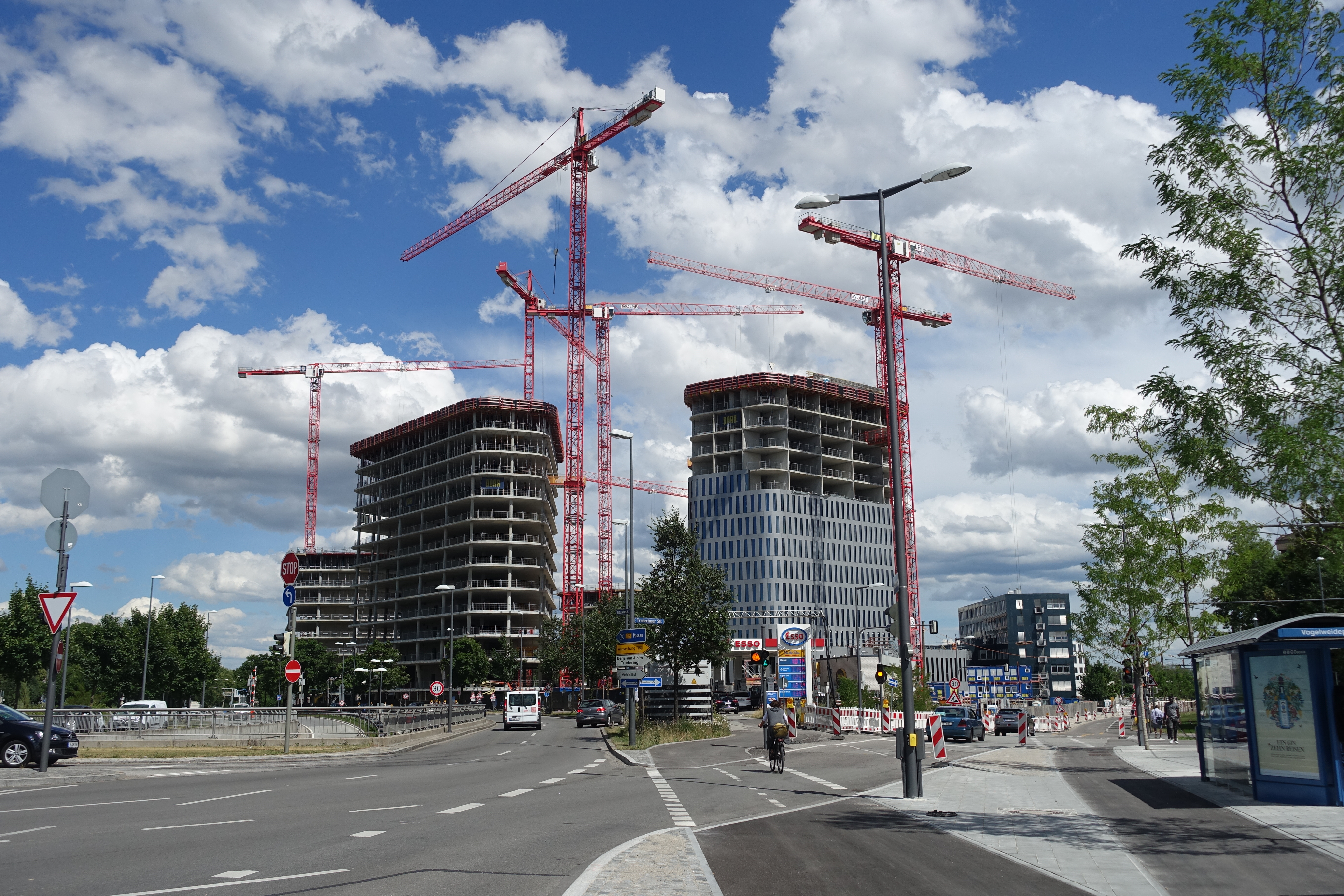
Das im Bau befindliche Bogenhausener Tor 2017

Der Vogelweideplatz ist ein Platz in München.

## Lage
Der Platz liegt im Stadtteil Steinhausen im Stadtbezirk 13 Bogenhausen. An dem Platz enden die Prinzregentenstraße und die Einsteinstraße und gehen in die Bundesautobahn 94 (Töginger Straße) über.

## Geschichte
Ursprünglich standen auf dem Gebiet des heutigen Vogelweideplatzes die Ziegeleien, die für diesen Stadtteil namensgebend geworden waren. Südlich des Platzes wurde Ende des 19. Jahrhunderts das Gaswerk am Kirchstein errichtet. Der Platz wurde 1900 nach dem deutschsprachiger Lyriker des Mittelalters Walther von der Vogelweide (um 1170 – um 1230) benannt.
Gegen Anfang des 20. Jahrhunderts wurde die Prinzregentenstraße bis zum Vogelweideplatz ausgebaut, und die Ziegeleien wurden stillgelegt. Um die stillgelegten Ziegeleien herum entstanden Einfamilienhäuser und Wohnblöcke.
Vom Ende des Vogelweideplatzes aus zweigte in den 1950er Jahren ein Fahrweg in das in einem kleinen Tal gelegene Landfahrerlager Zigeunerschlucht ab.
Auch nach Abriss der Ziegeleien blieb der Vogelweideplatz unbebaut. In den 1960er Jahren wurden großzügige Fahrbahnen mit Überwerfungen gebaut, um den Verkehr kreuzungsfrei von der neuen A 94 auf Prinzregentenstraße und Einsteinstraße zu verteilen, und umgekehrt. Zwischen dem Straßengewirr blieb noch Platz für eine Wendeschleife für Busse und Straßenbahnen.
Im Zusammenhang mit dem Bau des Richard-Strauss-Tunnels ab 2003 wurde der Platz komplett „umgegraben“. Brücken, Fußgängerunterführungen und die Tram-Wendeschleife wurden entfernt. Die Verbindung zwischen Einsteinstraße, Prinzregentenstraße und Autobahnende wurden ebenerdig und mit Ampelkreuzung neu angelegt. Eine Zufahrtsrampe zum Richard-Strauss-Tunnel wurde geschaffen.

## Beschreibung
Der Vogelweideplatz ist ein reiner Verkehrsknoten und bietet keine Aufenthaltsqualität. Nach Norden wird er durch das Firmengelände von Giesecke+Devrient (G+D) abgeriegelt. Im Südwesten liegt ein Trambahn- und Busbetriebshof der Münchner Verkehrsgesellschaft, im Südosten steht eine Tankstelle.
Seit 2015 wurde eine Reihe von Bürohochhäusern abgerissen. Diese Flächen sowie die Freifläche in der Mitte des Platzes wurden als Bogenhausener Tor neu bebaut.